# Nekopara
Nekopara (jap. ネコぱら, kurz für „Katzenparadies“) ist ein japanischer Dōjinshi des Zirkels Neko Works, der zum Werk auch eine Kinetic-Novel-Spielereihe entwickelte, die außerhalb Japans von Sekai Project veröffentlicht wird.
Das erste Spiel der Serie ist Nekopara Vol. 1, es wurde am 29. Dezember 2014 veröffentlicht.
Die Serie spielt in einer Welt, in der Menschen mit sogenannten Catgirls zusammenleben, auch bekannt als „Nekos“ (jap. Katze), wobei diese von den Menschen als Haustiere gehalten werden.

## Spielprinzip
Nekopara ist eine Kinetic Novel, weshalb das Augenmerk des Gameplays auf dem Durchlesen der Geschichte liegt. Nekopara bietet dem Spieler dabei keine Entscheidungsfreiheit oder die Option die Geschichte zu beeinflussen. Die Charaktere in Nekopara sind mit Ausnahme des Protagonisten vollständig vertont und haben eigene Synchronsprecher. Durch das sogenannte „E-mote“-System ist es den Charakteren möglich, anstatt, wie es in diesem Genre üblich ist, ein stationäres Bild in der Szene darzustellen, sich animiert zu bewegen, zu sprechen und durch Mimik Gefühle auszudrücken. Durch Nekopara Vol. 0 wurde ein Feature hinzugefügt, das es dem Spieler erlaubt, die Charaktere mit einem Mausklick zu „streicheln“. Je nachdem, wo der Spieler die Charaktere streichelt, reagieren diese individuell mit Schnurrgeräuschen.

## Handlung
Kashou ist ein aufstrebender Bäcker, der von zu Hause auszieht, um seine eigene Konditorei zu eröffnen. Als er seine Sachen auspacken will, stellt er fest, dass zwei seiner Familien-Nekos, Chocola und Vanilla, versteckt in den Umzugskartons mit ihm gekommen sind. Nachdem die beiden Kashou dazu gebracht haben, bei ihm zu wohnen, arbeiten schließlich alle drei in dem kleinen Laden „La Soleil“. Im weiteren Verlauf der Geschichte wird Kashou von seiner kleinen Schwester Shigure und den anderen Nekos der Minaduki-Familie besucht.

## Charaktere
Kashou Minaduki (水無月 嘉祥, Minazuki Kashō)
Er ist der Protagonist der Serie und ein begabter Koch und Bäcker. Kashou entschied sich, endlich seinen Traum wahr werden zu lassen, von zu Hause auszuziehen und seinen eigenen Laden zu eröffnen. Wie üblich in solchen Spielen, verfügt der Protagonist über keine Sprachausgabe. Zudem spielt das Geschehen meistens aus seiner Sicht, sodass der Spieler auch seine Gedanken kennt.
Chocola (ショコラ, Shokora)
Sprecher: Himari (Tomonaga Maki)
Chocola ist sehr lebhaft und heiter. Sie hat braune Haare und ist von Kashou sehr angetan, sodass sie ihn sogar mit „Meister“ anspricht. Sie konnte es sich nicht vorstellen, nicht mehr bei Kashou zu sein, weshalb sie sich entschied, zu ihm in seinen Laden zu ziehen und dort zu arbeiten. Sie ist die Zwillingsschwester von Vanilla.
Vanilla (バニラ, Banira)
Sprecher: Amu Nakamura
Vanilla ist, im Gegensatz zu ihrer Zwillingsschwester, eher ruhig und gelassen. Sie hat weißes Haar und äußert sehr selten ihre Emotionen. Sie folgt ihrer Schwester überall hin, weshalb auch sie zu Kashou zieht. Sie und ihre Schwester sind die jüngsten Nekos der Minaduki-Familie.
Shigure Minaduki (水無月 時雨, Minazuki Shigure)
Sprecher: Emi Sakura
Shigure ist die kleine Schwester von Kashou, welche insgeheim in ihn, auf eine an Inzest erinnernde Art, verliebt ist. Sie und ihr Bruder sind die Besitzer der Minaduki-Nekos, wobei Shigure deutlich mehr Erfahrung über ihre Haltung hat.
Azuki (アズキ)
Sprecher: Mia Naruse
Azuki ist die älteste der Minaduki-Nekos. Obwohl sie aufgrund ihres Alters eine Vorbildfunktion für die anderen Nekos hat und auch als Anführerin angesehen werden kann – und so auch eine große Rolle beim Management und der Kontrolle ihrer Schwester bei der Arbeit im Café einnimmt – hat sie ihnen gegenüber auch verletzende und boshafte Charakterzüge. Um ihre wahren Emotionen anderen gegenüber zu verstecken, antwortet und redet sie sehr sarkastisch.
Maple (メイプル, Meipuru)
Sprecher: Yui Ogura
Maple ist die zweitälteste der Minaduki-Nekos und hat einen unabhängigen und reifen Charakter. Sie freut sich immer, wenn sie ein Café besucht, da sie dort ständig Neues ausprobieren kann.
Cinnamon (シナモン, Shinamon)
Sprecher: Yū Arisaka
Cinnamon ist die drittälteste der sechs Nekos. Sie hat sehr perverse Gedanken und interpretiert in alle Dinge etwas Sexuelles hinein, um schlussendlich, beschämt oder nicht, zu erröten. Zudem hat sie den größten Brustumfang.
Coconuts (ココナツ, Kokonatsu)
Sprecher: Ryōko Tezuka
Coconut ist die drittjüngste der Nekos. Obwohl alle anderen Charaktere Coconut wegen ihrer „coolen“ Person beneiden, wünscht sie sich nichts Geringeres, als niedlich statt cool zu sein. Wegen ihrer Tollpatschigkeit und ihrem selbsternannten Mangel etwas zu können, leidet Coconut unter einem niedrigen Selbstwertgefühl. Sie versucht ebenfalls, mehr zu tun als sie kann, um ihren älteren Schwestern ähnlicher zu sein, und nicht etwa wie ihre jüngeren Schwestern Kashou zu unterstützen.
Milk (ミルク, Miruku)
Sprecher: Emi Sakura
Milk ist eine sehr junge Neko, welche mit ihrer Besitzerin einen Takoyaki-Stand in der Nähe des „La Soleil“ und einer Einkaufsgasse betreibt.

## Veröffentlichungsgeschichte
Nekopara begann als Hentai-Dōjinshi der Zeichnerin Sayori und erschien am 11. August 2013. Eine Illustration namens NEKO SOCKs die beide Figuren abbildet, lässt sich allerdings bereits für 2008 nachweisen.
2014 entwickelte Sayori mit ihrem Dōjin-Zirkel Neko Works dann ein Spiel, dessen englische Version durch Sekai Project über Steam vertrieben wird. Nekopara Vol. 1 wurde in zwei verschiedenen Versionen verkauft: Einer unzensierten Version für Erwachsene (Erogē) mit Sex-Szenen und einer für alle Altersstufen erhältlichen Version ohne Sex-Szenen. Die letztere Version wurde am 29. Dezember 2014 und die unzensierte Version einen Tag später am 30. Dezember veröffentlicht. Für die Fans aller Altersgruppen wurde am 16. August 2015 Nekopara Vol. 0 veröffentlicht. Nekopara Vol. 2 wurde am 19. Februar 2016 zum Kauf freigegeben.
Der Nachfolger Nekopara Vol. 3 sollte ursprünglich am 28. April 2017 erscheinen. Am 10. April 2017 kündigte Sekai Project eine Verschiebung von Nekopara Vol. 3 an, da Sayori, die Urheberin und Grafikerin der Serie erkrankt ist. Es sollte demnach am 26. Mai 2017 erscheinen. Letztendlich wurde Nekopara Vol. 3 bereits am 25. Mai auf Steam veröffentlicht.
Nekopara Vol. 4 erschien am 26. November 2020 bei Steam in der Version für alle Altersstufen. Der kostenpflichtige DLC für die unzensierte Version ist unter anderem bei Denpasoft erhältlich.
Ferner erschienen die Spiele Nekopara Extra und Nekopara 0. Nekopara Extra schildert die Ereignisse kurz nach der Rückkehr Kashous von seinem Studienaufenthalt in Frankreich. Kurz zuvor haben Shigure und Kashou die ausgesetzten Katzenkinder Chocola und Vanilla gefunden und in ihren Haushalt aufgenommen. Geschildert werden die ersten Wochen in ihrem neuen Heim bis zu ihrem ersten Weihnachtsfest. Nekopara 0 spielt vor dem Auszug Kashous in seine neue Bäckerei. Geschildert werden die Ereignisse im Minaduki-Haushalt.

### Verkaufszahlen
Ab Mai 2016 wurden über 500.000 Kopien der Nekopara-Serie verkauft.

### Sperrung auf Steam
Ende Januar 2020 sind für Benutzer aus Deutschland sämtliche DLCs für die Nekopara-Reihe aus dem Steam-Store entfernt worden. Möglicher Ursprung ist eine Beschwerde der Medienanstalt Hamburg/Schleswig-Holstein über das Spiel House Party. Für Benutzer in Österreich sind die DLCs nach wie vor erhältlich.

## Adaptionen
- → Hauptartikel: Nekopara (Anime)

Im Juli 2016 gab Sekai Project bekannt, eine Kickstarter-Kampagne für eine Animeumsetzung für das Nekopara-Franchise zu planen. Diese startete am 29. Dezember 2016, wobei die benötigten 100.000 $ bereits am selben Tag finanziert wurden. Die Kampagne endete am 11. Februar 2017 und brachte insgesamt 963.376 $ zusammen. Dabei gab es kurz darauf eine „Slacker campaign“, welche den Unterstützern noch einmal die Chance geben sollte die 1.000.000 $ zusammenzubringen. Dies gelang schließlich auch mit der Zusatz-Kampagne, welche 1,049,407 $ zusammenbringen konnte. Die OVA soll dank der erfolgreichen Kampagne 60 Minuten lang sein und über russische, französische, spanische, deutsche und portugiesische Untertitel verfügen. Zudem soll es eine Anime-Version und Spiel-Version von Chocola und Vanilla geben, wie sie Kinder sind.
Im Januar 2020 startete eine Anime-Fernsehserie im japanischen Fernsehen. Diese umfasst zwölf Episoden und wird in Deutschland bei Wakanim im Originalton mit deutschen Untertiteln gezeigt.

## Rezeption
Hardcore Gamer gab Nekopara eine positive Bewertung:

“Nekopara is a light and fluffy visual novel that fans of catgirls will enjoy, some may be put off by the sexual storyline aspect.”

„Nekopara ist eine leichte und flauschige Visual Novel, die Fans von Catgirls erfreuen wird, wobei einige durch den sexuellen Aspekt der Handlung abgeschreckt werden könnten.“